# María Paula Tobías
María Paula Tobías Espinosa (San Luis Potosí, 25 de febrero de 2000) es una duatleta y ciclista profesional mexicana. Fue campeona mundial juvenil de duatlón sprint en AG 2018 en Odense, Dinamarca.
Logró el séptimo lugar en el Campeonato del Mundo Junior Elite 2019.
En su carrera deportiva en atletismo, tiene 2 records nacionales CONADEIP, en 3000m con obstáculos y en 3000m planos. 
Actualmente corre para el equipo ciclista español Eneicat-RBH Global.